# Hátsó szándékok
A Hátsó szándékok (Come Play Wiz Me) a Született feleségek (Desperate Housewives) című amerikai filmsorozat ötvenkilencedik epizódja. Az Amerikai Egyesült Államokban először az ABC (American Broadcasting Company) adó sugározta 2007. január 21-én.

## Az epizód cselekménye
Miután Gabrielle végre megismerte a titkos hódolóját – Zach Young személyében, rá kellett jönnie, hogy ettől az imádótól nem szabadul meg egykönnyen. Bree-nek az a feltevése támad, hogy Monique-t Alma ölte meg, s éppen azért szabadult meg a fogaitól, hogy fogorvos férjét gyanúsítsák. Ám ezt a teóriát még valahogyan bizonyítania kell. Susan, Ian kíséretében a börtönbe látogat, hogy bemutassák Mike-nak a férfi által szerzett sztárügyvédet. Ám Alan Marcus furcsa ötlettel áll elő, méghozzá azzal, hogy Mike Delfino vallja magát bűnösnek. Lynette – csaknem nyolc hét betegszabadság után – végre munkába állna, ám ekkor Tom közli vele, hogy fontos szerepet szán neki a pizzéria működtetésében. Orson anyja, Gloria úgy tűnik, hogy Alma pártját fogja, és minden lehetőséget megragad arra, hogy Bree orra alá borsot törjön. Miközben Ian üzleti úton tartózkodik, telefonhívást kap a kórházból, hogy a felesége állapota egyre csak rosszabbodik, ezért megkéri Susant, hogy menjen be hozzá, amíg ő haza nem ér. Susan pedig – a legnagyobb döbbenetére – meglepő információkhoz jut a Hainsworth-házaspár életét illetően, méghozzá éppen Ian feleségének egykori legjobb barátnőjétől…

## Mellékszereplők
- Valerie Mahaffey - Alma Hodge
- Dougray Scott - Ian Hainsworth
- Dixie Carter - Gloria Hodge
- Mark Moses - Paul Young
- Cody Kasch - Zach Young
- Currie Graham - Ed Ferrara
- Kathryn Joosten - Karen McCluskey
- Alec Mapa - Vern
- Mitch Silpa - Jerry
- Travis Davis - MC a versenyen
- Chloe Moretz - Sheri Maltby
- Don Jeffcoat - Alan Marcus
- Terry Bozeman - Dr. Craig
- Pat Crawford Brown - Ida Greenberg
- Amy Aquino - Erika Gold
- Julie Pop - Ápolónő
- Robin Krieger - Vásárló

## Mary Alice epizódzáró monológja
- A narrátor, Mary Alice monológja az epizód végén így hangzik (a magyar változat alapján):

"Igen. Olyan hirtelen tud megtörténni. Az élet, amit addig ismertünk, képes új fordulatot venni egy szempillantás alatt. Különös barátságok szöknek szárba. Fontos karrierek vettetnek sutba. Egy rég elvesztett remény élethet újjá. Mégis, legyünk hálásak minden fordulatért, amit az élet hoz elénk. Mert túl hamar eljön a nap, ahonnan már nincs több fordulat."

## Epizódcímek szerte a világban
- Angol: Come Play Wiz Me (Gyere, játssz velem!)
- Francia: La vie peut changer (Az élet megváltozhat)
- Német: Hinterlistig (Hitszegő)
- Olasz: Vieni a giocare con me (Gyere, játssz velem!)
- Spanyol: Ven a Jugar Conmigo (Gyere, játssz velem!)